# Bundesstraße 101
Die Bundesstraße 101 (Abkürzung: B 101) beginnt in Berlin an der B 96 und endet in Aue an der B 169. Im südlichen Teil der B 101 verlaufen sowohl die Silberstraße als auch die Deutsche Alleenstraße als Ferienstraßen und unterstreichen den landschaftlichen Wert und die touristische Bedeutung dieser Bundesstraße.

## Geschichte

### Ursprung

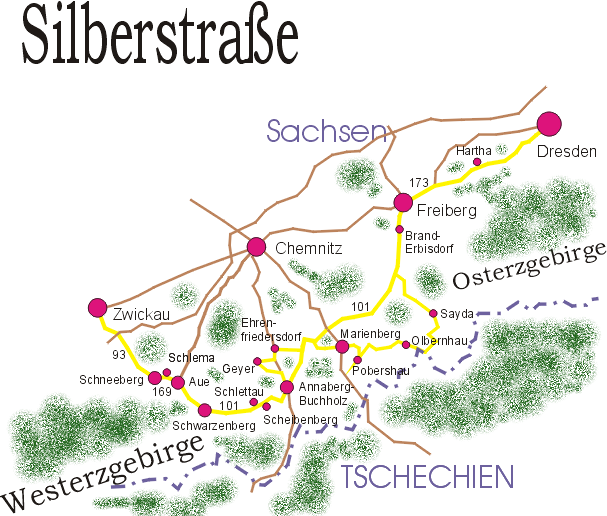
Karte der Silberstraße

Teilabschnitte der heutigen Trasse der B 101 spielten bereits im 12. Jahrhundert als Verkehrsweg eine wichtige Rolle. So in Sachsen als Hauptverbindung der Markgrafschaft Meißen von der Stadt Meißen zum Kloster Altzella, in die Bergstadt Freiberg und in die später am Beginn der Neuzeit entstehenden jüngeren Bergstädte im oberen Erzgebirge.
Im heutigen Bundesland Brandenburg dienten Teile der Trasse bereits den Slawen als Verkehrsweg, spätestens mit dem Einfluss der Wettiner im Süden der Mark Brandenburg im 13. Jahrhundert nahm die Bedeutung der Straße weiter zu. Eine nicht unwichtige Rolle spielten Jüterbog mit den west-östlich über den Fläming verlaufenden Verkehrswegen von Magdeburg in die Lausitz (siehe dazu auch B 102 und B 115) und Herzberg, wo die Straße zwischen Leipzig über die Niederlausitz (mit Lübben als logistisch und strategisch wichtigem Übergang über die Spree) nach Frankfurt (Oder) kreuzt (siehe dazu auch B 87). 1718 legte Adam Friedrich Zürner seine Neue Chursächsische Post-Charte vor. Im Ergebnis dieser ersten Vermessung wurden in den nächsten Jahren die steinernen, sogenannten Kursächsischen Postmeilensäulen in den sächsischen Städten auch entlang dieser Wegeführung errichtet. So verfügen beispielsweise heute noch Herzberg und Elsterwerda über solche restaurierte Säulen.
Im 19. Jahrhundert wurden die historischen Verkehrswege zu Straßen ausgebaut. Der südlichste und höchstgelegene Streckenabschnitt zwischen Annaberg und Schwarzenberg wurde 1824 zur – wie man sie damals bezeichnete – Kunststraße ausgebaut. Der nördlichste Streckenabschnitt bei Großbeeren wurde hingegen erst 1865 fertiggestellt.

### Frühere Strecken und Bezeichnungen
Die 1827 eröffnete Preußische Staatschaussee Nr. 62 führte von Jüterbog nach Dresden. Sie diente bis zur Eröffnung der Bahnstrecke Jüterbog–Röderau im Jahre 1848 als Postroute für die Eilwagen zwischen Berlin und Dresden.
Die 1932 eingerichtete Fernverkehrsstraße 101 (FVS 101), ab 1934 in Reichsstraße 101 (R 101) umbenannt, führte ursprünglich nur von Berlin bis Elsterwerda, wo sie in die nach Dresden führende Reichsstraße 96 mündete. Der restliche Streckenabschnitt war eine gut ausgebaute Hauptverkehrsstraße, die bis 1938 ebenfalls zur Reichsstraße umgewidmet wurde.
Zu DDR-Zeiten wurde die Straße Fernverkehrsstraße 101 genannt, war aber nördlich Heinersdorf bei Großbeeren durch den Bau der Berliner Mauer bis 1989/1990 unterbrochen.

## Verlauf

### Berlin
Ausgangspunkt der Bundesstraße 101 ist der Berliner Ortsteil Mariendorf im Bezirk Tempelhof-Schöneberg.
Sie beginnt als Einbahnstraße am Mariendorfer Damm (B 96) durch die Straße Alt-Mariendorf, in der Gegenrichtung verläuft sie parallel als Einbahnstraße durch die Friedensstraße zurück zum Mariendorfer Damm. Dazwischen liegt der Mariendorfer Dorfanger. Bereits hier befindet man sich landschaftlich auf dem Höhenzug des Teltow ca. 45 m ü. NN, auch wenn das durch die städtische Lage nicht ohne Weiteres erkennbar ist.
Die B 101 erreicht im Verlauf der Großbeerenstraße, die auf beiden Seiten von Gewerbe und Industrie, darunter vom Motorenwerk der Daimler AG, flankiert wird, die Ortsteilgrenze zu Marienfelde und die Unterführung durch die Bahnstrecke Berlin–Dresden.
Unmittelbar hinter der Bahnstrecke existierte ein Chausseehaus, an dem bis 1907 das Chausseegeld entrichtet werden musste. Dahinter wird die Straße als Marienfelder Allee fortgeführt, ist überwiegend aufgelockert bebaut und führt am Notaufnahmelager Marienfelde mit der dortigen Erinnerungsstätte vorbei. Wenige hundert Meter westlich befinden sich größere mehrgeschossige Wohnsiedlungen. Im Kreuzungsbereich Nahmitzer Damm wurde ein Stück der Straße um 1987 nach Westen verschwenkt. Seitdem ist die Malteserstraße geradlinig mit der südlichen B 101 verbunden, der durchgehende Verkehr der B 101 muss hingegen abbiegen. Innerhalb der Stadtrandsiedlung Marienfelde und an Kleingärten sowie am Schlehenberg vorbei wird an der Berliner Südgrenze das Land Brandenburg, Landkreis Teltow-Fläming erreicht.
Es gab Planungen, die B 101 von Mariendorf nach Norden in Richtung Schöneberg zu verlängern. Dafür wurde eine Trasse über Munsterdamm und Malteserstraße freigehalten, die in den schon errichteten Abzweig Grazer Damm des Kreuzes Schöneberg (A 100/A 103) mündet. Diese Pläne wurden 2003 verworfen. Derzeit werden neue Planungen durchgeführt, um den überlasteten Straßenabschnitt der B 101 auf Berliner Stadtgebiet – insbesondere den Ortskern Mariendorf – zu entlasten.

### Brandenburg
Die Straße ist mit Überschreiten der Landesgrenze zu Brandenburg hingegen als vierstreifige sogenannte Gelbe Autobahn ausgebaut. Sie verläuft von hier aus bis auf die Höhe von Kerzendorf auf einer parallel zum ursprünglichen Verlauf führenden Trasse und trägt zum Teil die Bezeichnung B 101n. Der alte Verlauf der B 101, der nicht mehr ausgeschildert ist, führte direkt durch die Ortskerne von Großbeeren, Genshagen, Löwenbruch und Kerzendorf. Durch den zunehmenden Verkehr vom sogenannten Südring – einem Teilabschnitt des Berliner Ringes – nach Berlin und die neuen Gewerbegebiete um Großbeeren und Ludwigsfelde, die ein Güterverteilungszentrum und verschiedene andere Unternehmen der Logistik beheimaten, war ein großzügiger Ausbau notwendig geworden, der im Wesentlichen 2004 abgeschlossen wurde. Sofern die B 101 in Brandenburg ihrer Stammtrasse folgt, vermittelt sie auf den Abschnitten, wo sie in offenem Gelände verläuft, den Eindruck der für dieses Bundesland so typischen alten Alleen. Auf den neuen Abschnitten und Umgehungsstraßen ist sie zwischen der südlichen Stadtgrenze von Berlin und Luckenwalde autobahnähnlich vierspurig ausgebaut und damit ist ihr ehemals traditioneller Charakter einer Allee verschwunden. Aber selbst auf den drei- und zweispurigen Neubauabschnitten wurde bis auf einzelne straßennahe Baumpflanzungen auf eine alleenartige Bepflanzung, wie sie so typisch in Brandenburg ist, verzichtet.  
Kreuzungsfrei und immer der südlichen Richtung folgend, wird die wichtige Relation Potsdam–Schönefeld (Landesstraßen L 40 und L 76) gekreuzt, einschließlich des Anschlusses der Schnellstraße Potsdam–Schönefeld (L 40). Die B 101 wird westlich an Großbeeren, in der Nähe des Schlachtfeldes von Großbeeren, westlich an Genshagen und östlich an Ludwigsfelde vorbeigeführt. Dabei verläuft diese Trasse etwa parallel zur Anhalter Bahn. Die B 101 unterquert den Berliner Außenring unweit der Verbindungsstrecken zwischen Anhalter Bahn und Berliner Außenring. An der Anschlussstelle Ludwigsfelde-Ost wird der Berliner Ring überquert. Südlich davon wird die Anhalter Bahn überquert.
Vor dem Trebbiner Ortsteil Thyrow folgte die Straße bis zum 13. Dezember 2018 der ursprünglichen Trasse durch den Ort. Mit dem Bau einer Ortsumfahrung sollte ursprünglich 2012 begonnen werden was sich aber auf Grund von Klagen einiger Anlieger verzögerte. Mitte 2014 wurde der Planfeststellungsbeschluss rechtskräftig.
Vor Trebbin, das ebenfalls wieder über eine, die Stadt östlich umfahrende, vierstreifige Umgehungsstraße verfügt, wird die Landschaft des Teltow, die sich hier relativ deutlich mit ihrem Rand bemerkbar macht, verlassen. Dabei werden Kliestow und Wiesenhagen, die an der ursprünglichen Trasse liegen, als Trebbiner Ortsteile östlich tangiert und die Anhalter Bahn überquert. Trebbin, ein altes brandenburgisches Ackerbürgerstädtchen, ist Kreuzungspunkt mit der B 246.
Hinter Trebbin verläuft die Ausbautrasse entlang der alten Straße, die für die Erweiterung teilweise weggerissen und überbaut wurde, durch ein dichtes Waldgebiet. Zur Vermeidung von Wildunfällen wurden hier Schutzzäune, eine Grünbrücke sowie ein Wildtunnel errichtet. Ab der Abfahrt Woltersdorf, Hauptort der Gemeinde Nuthe-Urstromtal, die in dem gleichnamigen Zwischenurstromtal liegt, ist die neue Strecke nur noch dreispurig ausgebaut. Es schließt sich nun die Ortsumfahrung Luckenwalde an. Das Ausbaustück, das die Luckenwalder Ortsumfahrung mit dem zu Jüterbog gehörenden Kloster Zinna verbindet, wurde am 13. Dezember 2013 freigegeben. Es ist nur noch zweispurig ausgebaut, verläuft nach einer weiteren Überquerung der Anhalter Bahn zuerst parallel zu selbiger und durchquert dann einen ehemaligen Truppenübungsplatz. Die Infrastruktur (Baracken) ist von der Straße gut erkennbar. Abfahrten und Kreuzungen gibt es zwischen Luckenwalde und Kloster Zinna nicht.
Zwischen Luckenwalde und Kloster Zinna bleibt die alte Straße als Landstraße bestehen, wodurch der Ort Kolzenburg (Ortsteil von Luckenwalde), welcher Teil der Flaeming-Skate ist, weiterhin sowohl aus Norden (Luckenwalde) als auch aus Süden (Jüterbog) erreichbar sein wird. Der besagte Truppenübungsplatz ist jetzt zum größten Teil Bestandteil des oben erwähnten Naturparks Nuthe-Nieplitz. Um die Stadt Jüterbog führt östlich eine Umgehungsstraße, die von der B 101 genutzt wird, herum. Durch die Stadt, die Knotenpunkt zwischen B 102, B 115 und B 101 ist sowie im Mittelalter eine große Bedeutung bei der Besiedlung des Flämings hatte und traditionell einen wichtigen Verkehrsknoten verkörperte, verläuft der 52. Breitengrad nördlicher Breite.

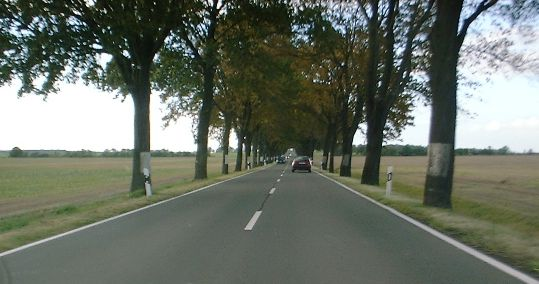
B 101 im Niederen Fläming südöstlich von Jüterbog, Blickrichtung Norden

Die Straße verläuft von nun an in einigen Kilometern Abstand östlich der Eisenbahnstrecke Jüterbog–Falkenberg/Elster. Passiert werden Hohenahlsdorf und Welsickendorf, beides Ortsteile der Gemeinde Niederer Fläming. Hier ist das Gebiet, in dem der Hohe und der Niedere Fläming aneinandergrenzen. Bei Welsickendorf wird der vorerst höchste Punkt in ca. 104 m ü. NHN zwischen Berlin und der sächsischen Landesgrenze erreicht. In den ausgedehnten Waldgebieten, die über Jahrhunderte Grenzlandschaft waren, schneidet die Straße kurz Sachsen-Anhalt mit dem Landkreis Wittenberg an. Etwa hier wird auch die Sprachgrenze zwischen niederdeutschen und mitteldeutschen Dialekten, die sogenannte Benrather Linie, überschritten. Das Gebiet südlich mit dem jetzigen Landkreis Elbe-Elster zählte zu Kursachsen. Östlich der Straße befindet sich Schönewalde, deren zugehörige Ortsteile Hartmannsdorf und Horst durchfahren werden. Bei Brandis befindet sich der Fliegerhorst Holzdorf. Weiter südlich trifft die B 101 auf den Schönewalder Ortsteil Bernsdorf. Ab Borken wird über etwa 40 km die Schwarze Elster östlich begleitet. Borken selbst ist nach Herzberg (Elster) eingemeindet, das in einer Höhenlage von ca. 80 m ü. NHN gelegen ist. Herzberg ist Kreisstadt des Landkreises Elbe-Elster, verfügt über einen historischen Stadtkern, der jedoch etwas westlich der B 101 liegt. Herzberg, das von Landwirtschaft und Handwerk geprägt ist, war Kreuzungspunkt alter Handelswege und ist jetzt Knotenpunkt zwischen B 87 und B 101.
- Straßennamen in Herzberg:
  - Berliner Straße
  - Dresdener Straße

In südlicher Richtung berührt die B 101 Bahnsdorf, einem Ortsteil der Doppelstadt Uebigau-Wahrenbrück. Diese Landstädte wie auch Falkenberg/Elster (ehemals wichtiger Eisenbahnknoten), liegen mit ihren Ortskernen alle unweit der Bundesstraße und der Schwarzen Elster im Breslau-Magdeburger Urstromtal. In der weiteren Folge berührt die Straßenführung die Ortsteile der Doppelstadt Wiederau, Langennaundorf, Beutersitz mit einem Übergang über die Bahnstrecke Halle–Cottbus und Winkel. Die Trassenführung erreicht die Stadt Bad Liebenwerda, die durch Mineralwasservorkommen, Bade- und Kurbetrieb bekannt ist. Nordöstlich der Stadt, in der die B 183 abzweigt, existiert eine Umgehungsstraße, damit der Durchgangsverkehr am beschaulichen Stadtzentrum vorbeigeleitet werden kann.
Die Straße B 101 verläuft in südost- und dann in östlicher Richtung vorbei an teilweise in Betrieb befindlichen oder aufgelassenen Kiestagebauen. Der wichtige Eisenbahnknoten Elsterwerda, der am Rand der westlich vorbeiführenden B 101 Naturparkes Niederlausitzer Heidelandschaft liegt, ist ebenfalls wichtiger Verkehrsknoten. Hier kreuzen sich die Berlin-Dresdner Eisenbahn und im Bahnhof Elsterwerda-Biehla die Bahnstrecke Węgliniec–Roßlau (Niederschlesische Gütermagistrale) mit der Bundesstraße und untereinander. Ebenfalls gekreuzt wird die B 169, mit der von Elsterwerda bis Prösen teilweise die gleiche Streckenführung benutzt wird. Südlich des Zentrums wird erst die Schwarze Elster und dann die Pulsnitz überquert. Diese mündet unweit dieses Übergangs in die Schwarze Elster. Elsterwerda liegt am Rande des Schradens.
- Straßennamen in Elsterwerda:
  - Schillerstraße
  - Lauchhammerstraße
  - Denkmalsplatz
  - Bahnhofstraße
  - Weststraße
  - Promenade
  - Großenhainer Straße

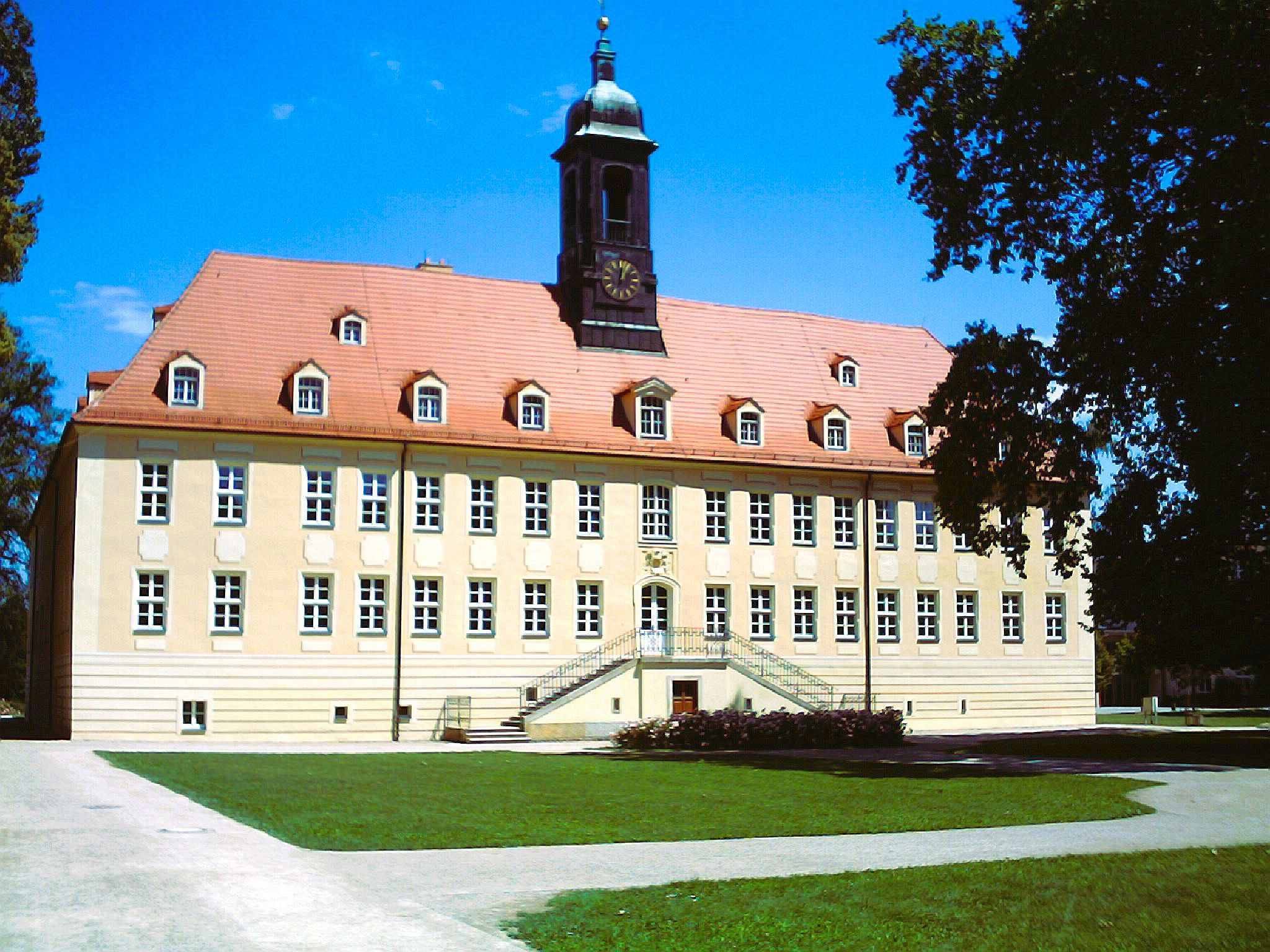
Das Elsterschloss in Elsterwerda in der Nähe des Übergangs der B 101 über die Schwarze Elster

Insgesamt ist das Elbe-Elster-Land wirtschaftlich nicht stark entwickelt. Das Bauvorhaben Bundesautobahn 16, das einen besseren Anschluss über Leipzig in die mittleren und westlichen Teile Deutschlands bringen würde, wird vorerst nicht durchgeführt. Ab Elsterwerda wendet sich die Straße wieder nach Süden. Röderland mit den Ortsteilen Prösen und Wainsdorf sind die letzten Orte auf brandenburgischem Territorium. Unmittelbar südlich von Wainsdorf (ca. 90 m ü. NHN) wird die Landesgrenze zu Sachsen erreicht. Östlich von hier liegt mit der Heidehöhe (Heideberg bei Gröden) und dem etwas weiter entfernten – fast schon bei Ortrand liegendem Kutschenberg – das höchste Gebiet Brandenburgs, das – entgegen der weit verbreiteten Meinung, der Fläming sei höher – diesen noch knapp übertrifft.

### Sachsen
Mit dem Ortsteil Stroga wird die Große Kreisstadt Großenhain im Landkreis Meißen erreicht, die inmitten der sogenannten Großenhainer Pflege liegt. Die Straße durchquert eine Lösslandschaft, die sich wegen der großen Bodenfruchtbarkeit gut zum Anbau von Obst und Gemüse eignet. Auch sind vereinzelt Hopfenplantagen mit ihren charakteristischen, mit Draht verspannten Masten zu sehen. Großenhain hat ein sehenswertes historisches Zentrum, das bei 125 m ü. NHN liegt. Die Bahnstrecke Großenhain–Cottbus und der Fluss Große Röder werden innerhalb des Stadtgebiets überquert.
- Straßennamen in Großenhain:
  - Elsterwerdaer Straße
  - Steinweg
  - Carl-Maria-von-Weber-Allee
  - Meißner Straße
  - Priestewitzer Straße

Bei Priestewitz wird die Leipzig-Dresdner Eisenbahn gekreuzt. Die Landschaft wird hügeliger, die Straße zeigt größere Steigungen, Kurven mit engeren Radien und wendet sich leicht nach Südwesten. Wantewitz mit der weithin sichtbaren, als Landmarke geltenden Sankt-Urban-Kirche, Piskowitz und Gävernitz sind Ortsteile von Priestewitz.

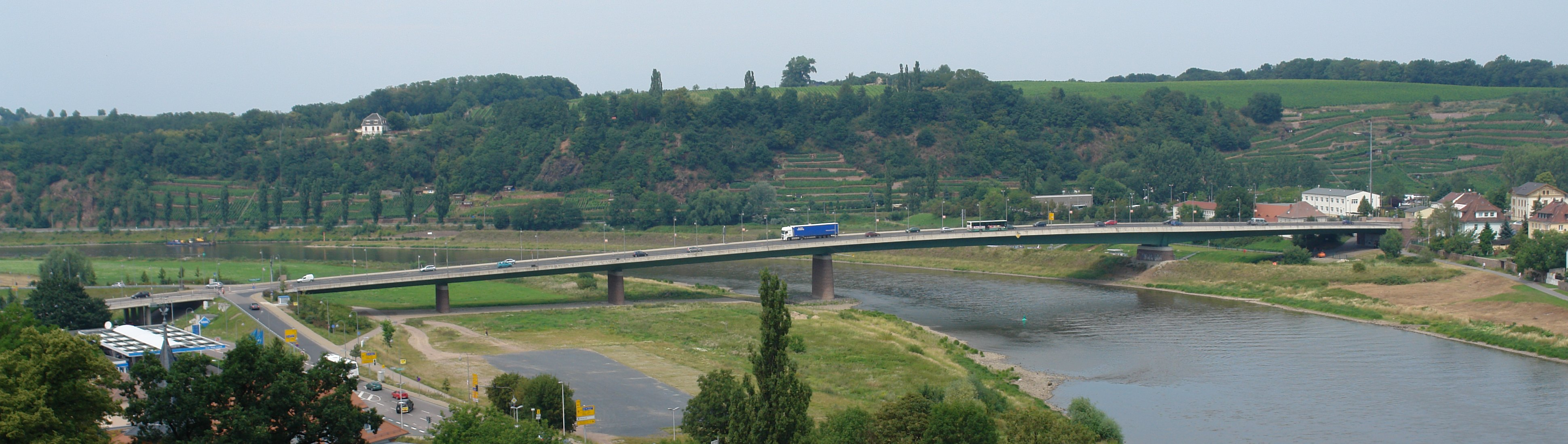
Neue Elbebrücke der B 101 in Meißen

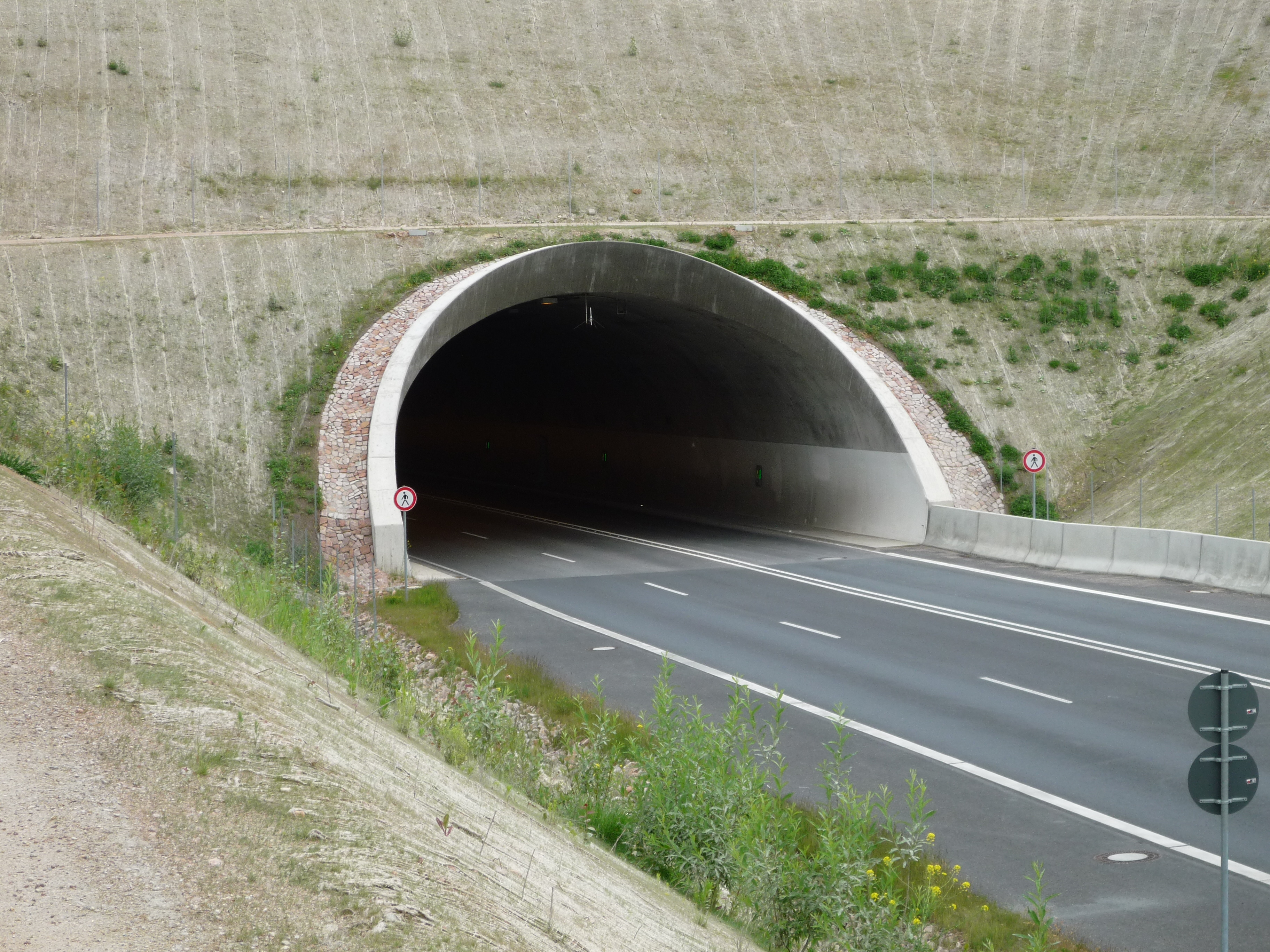
Schottenbergtunnel in Meißen

Das schmale, sich an der Elbe entlangziehende Sächsische Elbland, ist erreicht. Bei Meißen wird seit über 850 Jahren Wein angebaut. Davon zeugt die Sächsische Weinstraße. Meißen erhielt 1997 eine zweite Straßenbrücke über die Elbe, die hier etwa eine Höhe von 98 m ü. NHN bei mittlerem Pegelstand hat. Vom östlichen Ufer des Flusses ist die bekannte Silhouette der Stadt und des Burgberges mit dem Meißner Dom zu betrachten. Im Frühjahr 2007 wurde die Ortsumgehung Meißen mit dem 719 m langen Schottenbergtunnel für den Verkehr freigegeben, der in Meißen  nach der Elbbrücke und der neuen Kreuzung mit der B 6 am westlichen Elbufer anschließt. Somit verläuft die Trasse der B 101 auf dieser Flussseite auf einer ausgebauten Strecke, anstatt kurvenreich entlang des Burgberges durch die Stadt. Auch in der Umgebung Meißen ist der Boden sehr fruchtbar und wegen der intensiven slawischen Besiedlungstätigkeit seit dem 7. Jahrhundert kaum von Wald bestanden.

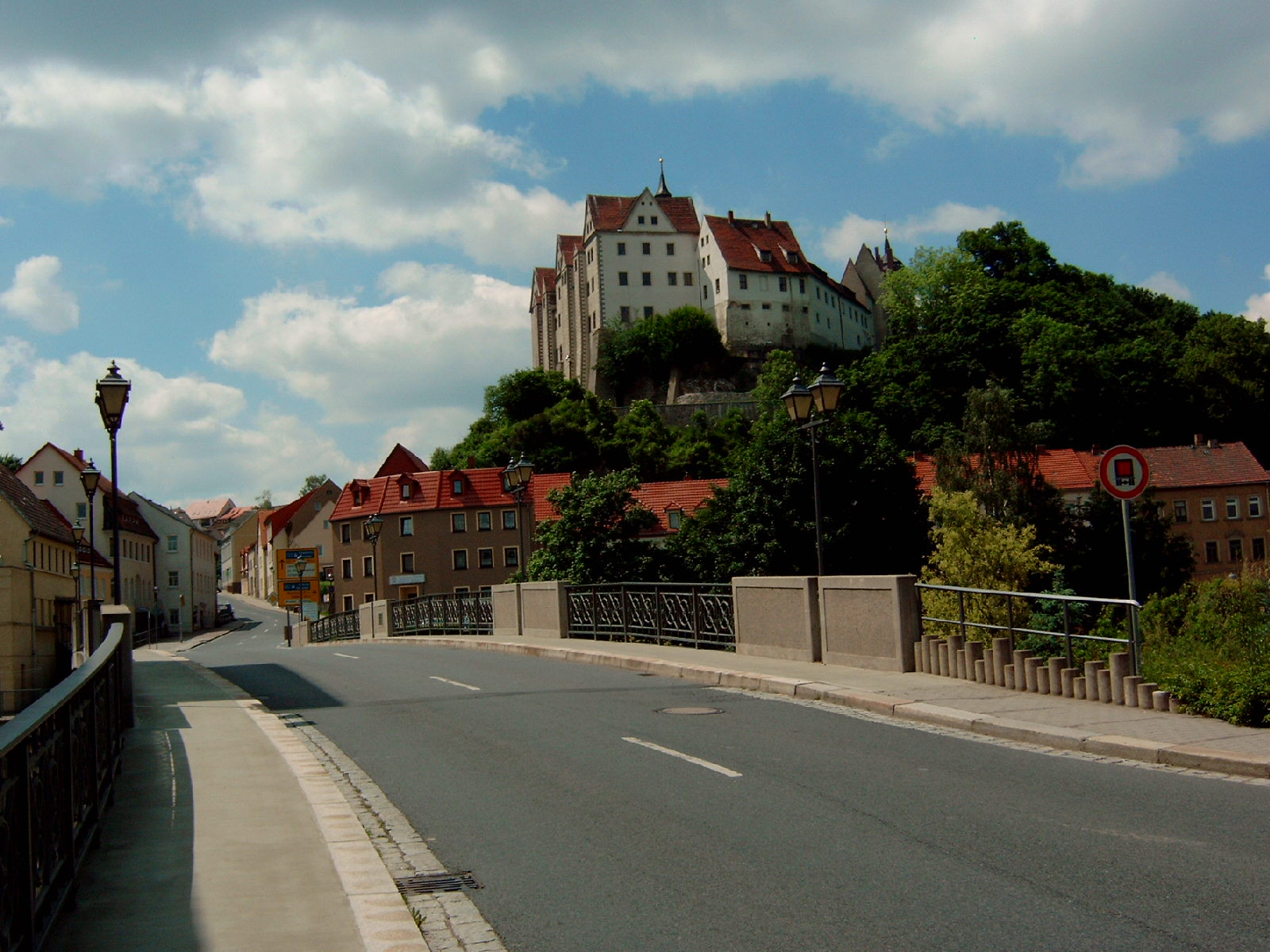
Auf der Pöppelmannbrücke (erbaut 1715–1717) überquert die B 101 unterhalb von Schloss Nossen die Freiberger Mulde

Südwestlich von Meißen beginnt die Lommatzscher Pflege, die eine durchschnittliche Höhenlage von 200 bis 250 m hat. Vor Nossen führt die Straße über die A 14 (Anschlussstelle Nossen-Ost). Die Stadt selbst liegt an den Hängen und in den Seitentälern der Freiberger Mulde. Der Fluss (ca. 210 m ü. NHN) ist stark in die Hochfläche eingeschnitten. Hier ist auch ungefähr die Grenze der in der Eiszeit maximalen Ausdehnung der das gesamte Norddeutschland überdeckenden Eises zu suchen. Unweit von hier findet man das Kloster Altzella, dem Ausgangspunkt der ab der zweiten Hälfte des 12. Jahrhunderts eingeleiteten Besiedlung des unteren östlichen Erzgebirges.
Südlich von Nossen wird die A 4 (Anschlussstelle Siebenlehn) überquert. Der Ort Siebenlehn wird seit Mai 2003 über eine zwei Kilometer lange Umgehungsstraße westlich umfahren. Hier führt die Straße an der Ostseite des Zellwaldes entlang und von der Hochfläche aus sind die Halsbrücker Esse und die Schornsteine von Muldenhütten zu sehen. Zwischen Großschirma und Freiberg wurde am 10. September 2009 die neue 88 Meter lange Fischbachtalbrücke eröffnet. In der alten Bergstadt Freiberg, die Kreisstadt des Landkreises Mittelsachsen ist und deren Zentrum knapp über 400 m ü. NHN liegt, nimmt die B 101 die Silberstraße als Ferienstraße auf, die Dresden und Zwickau touristisch verbindet. Zwischen Freiberg und Brand-Erbisdorf kann man bereits einen Eindruck der über 800 Jahre alten Bergbaulandschaft erlangen, deren Grundlage schon früh die Gewinnung von Silbererz war. Hinter Brand-Erbisdorf wird die 500-Meter-Höhenstufe überschritten, ab hier wird das Erzgebirge und damit auch der touristisch interessante Naturpark Erzgebirge/Vogtland erreicht.

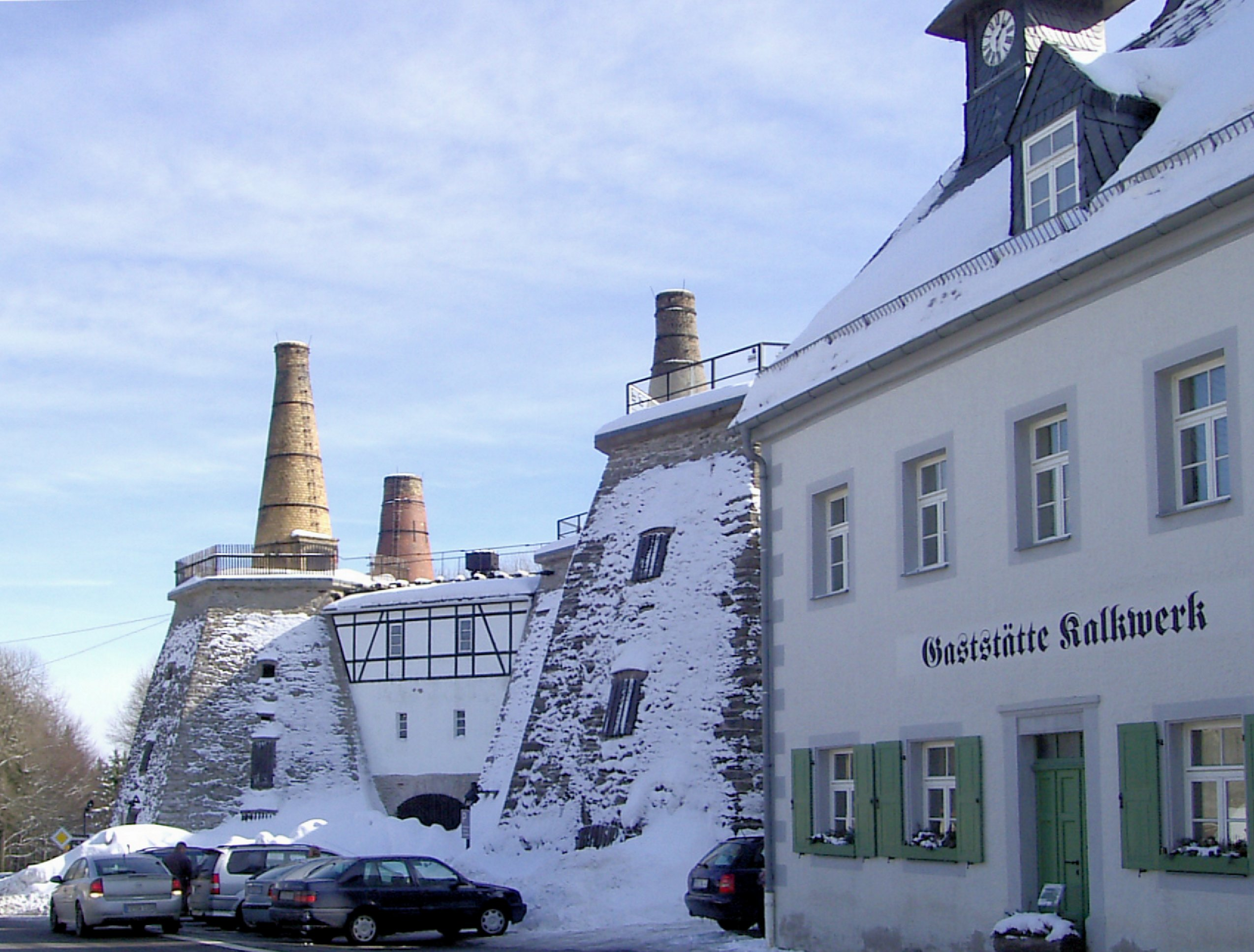
B 101 am Kalkwerk Lengefeld

In der Nähe von Pockau durchquert die B 101, die sich mehr und mehr von Süden nach Südwesten wendet, das tief eingeschnittene und bewaldete Tal der Flöha. Der Fluss gilt als die Grenze zwischen Osterzgebirge und Westerzgebirge.

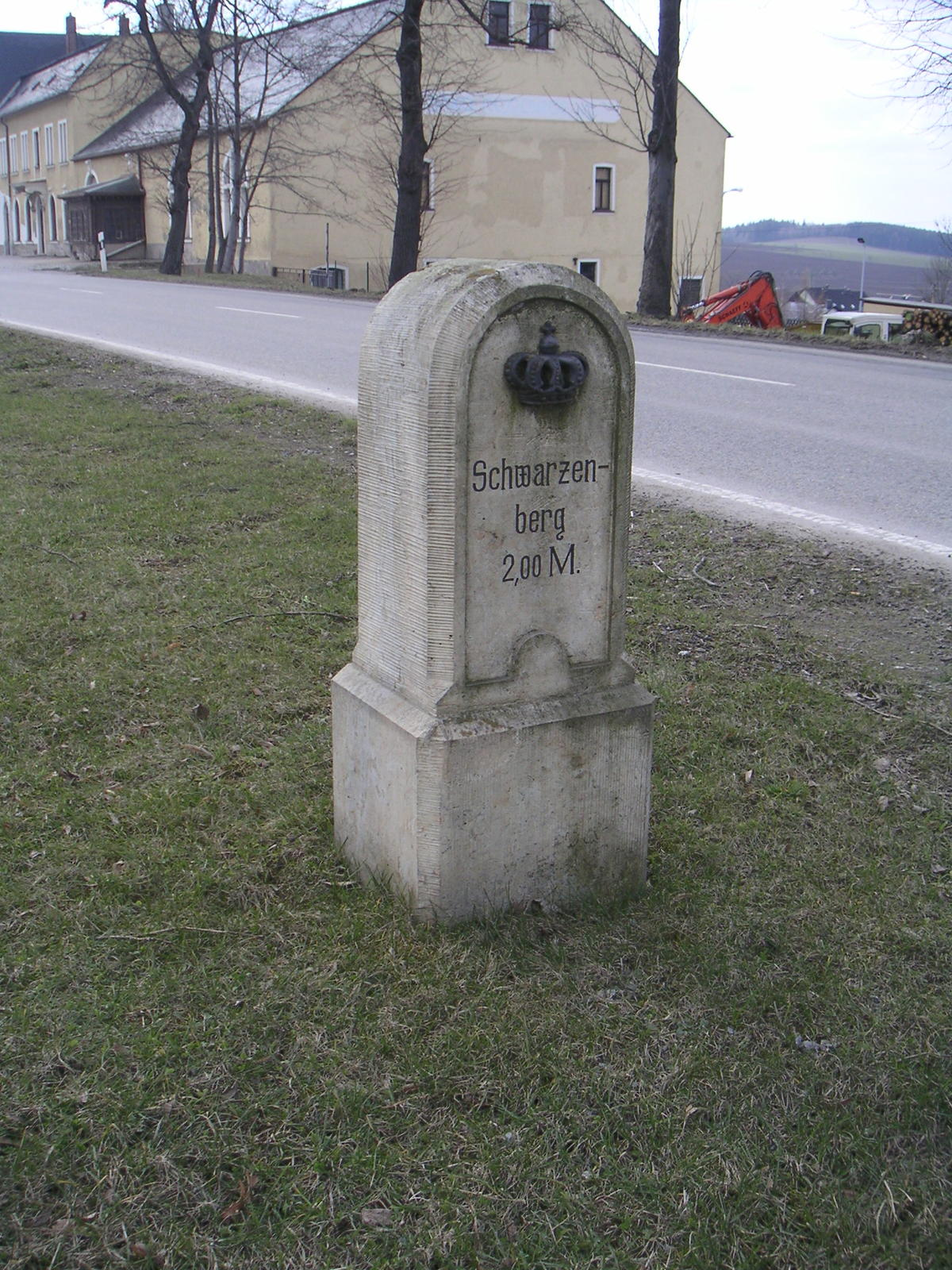
Königlich-sächsischer Halbmeilenstein an der B 101 in Scheibenberg

Bei Heinzebank kreuzt sie die B 174 und überwindet die Wasserscheide zwischen Flöha und Zschopau, wenige Kilometer südöstlich davon liegt der Stadtkern der Bergstadt Marienberg. Die B 101 wendet sich in einem großen Linksbogen nach Norden und anschließend nach Süden, um auf die Höhe des Talgrundes der Zschopau abzufallen und bildet dort einen Teil der historischen Rennstrecke des Marienberger Dreiecks. An Wolkenstein vorüber läuft sie parallel zur Zschopau bis nach Wiesenbad. Ab Wolkenstein nimmt die B 101 eine weitere Ferienstraße – die Deutsche Alleenstraße – auf, die in diesem Neupflanzungsabschnitt zwischen Dresden und Plauen bis Aue führt. Von Wiesenbad an geht es in einem steilen, langen Anstieg bis Annaberg-Buchholz, dessen Zentrum in einer Höhe von etwa 600 m ü. NHN liegt. Ab Annaberg verläuft die Straße in westlicher Richtung und erreicht um die Bergstadt Schlettau eine Höhenlage von über 650 m ü. NHN. Scheibenberg ist ebenfalls eine kleine Bergstadt, deren bekanntestes Wahrzeichen der gleichnamige, aus Basalt bestehende Scheibenberg ist. Westlich davon liegt Markersbach, das durch sein Pumpspeicherwerk bekannt ist. Für eine Teilortsumgehung wurde hier zwischen Oktober 2006 und Mai 2011 eine 44 m hohe und 317 m lange Betonbrücke über das Tal der Große Mittweida errichtet. Schwarzenberg, dessen Schloss weithin zu sehen ist, ist vor allem in Zusammenhang mit dem Uranbergbau der SDAG Wismut und der „Freien Republik Schwarzenberg“ bekannt. Die Stadt liegt am Schwarzwasser. Über Lauter und einen letzten Berg wird die Große Kreisstadt Aue an der Zwickauer Mulde erreicht.

## Planungen
Die B 101 führt bislang direkt durch das Kur- und Thermalbad Wiesenbad und unmittelbar an den Kureinrichtungen vorüber. Da eine Verlegung im Bereich des Kurortes als auch im gesamten Bereich zwischen Annaberg-Buchholz und Wolkenstein aufgrund der örtlichen und topographischen Gegebenheiten nicht wirtschaftlich darstellbar ist, wurde eine Aufwertung der Staatsstraße 222 zwischen der B 101 bei Wolkenstein und der Kreuzung mit der B 95 bei Ehrenfriedersdorf (Mönchsbad) untersucht. Im weiteren Verlauf nach Annaberg-Buchholz kann durch eine gemeinsame Trassenführung der B 101 mit der B 95 der großräumige Verkehr gebündelt werden. 2015 wurde bereits die Ortsumgehung von Falkenbach fertiggestellt.
Im Zuge der B 101 ist eine Ortsumgehung Freiberg geplant. Die Idee stammt bereits aus den 1990er Jahren. Der Baubeginn wurde bereits mehrfach auf Grund von Klagen gegen den Planfeststellungsbeschluss um mehrere Jahre verschoben. Ein Zeithorizont für die Fertigstellung der Strecke von über 13 Kilometer ist nicht absehbar. Das Bundesverwaltungsgericht hat am „14. Juli 2011 den Planfeststellungsbeschluss […] als rechtswidrig und nicht vollziehbar erklärt, die Mängel rechtfertigten jedoch keine Aufhebung. Zusätzliche Ermittlungen und Bewertungen der Belange des Naturschutzesund des speziellen Artenschutzes werden in einem ergänzenden Verfahren nachgeholt“. Die Regionaldirektion Chemnitz hatte im Februar 2010 den Planfeststellungsbeschluss erlassen. Das von der Naturschutzorganisation BUND angerufene Bundesverwaltungsgericht urteilte im Juli 2011 mit der Maßgabe, hinsichtlich der Naturschutzfragen könne der Planfeststellungsbeschluss nachgebessert werden. Im Mai 2017 genehmigte die Landesdirektion Sachsen den östlichen Teil der Trasse und erklärte, die Unterlagen für den westlichen Teil seien noch in Arbeit. Gegen die Genehmigung des östlichen Abschnitts klagte der BUND beim Bundesverwaltungsgericht.